# Avidan
Avidan eller Abidan (hebreiska: a-bi'-dan, "min fader [Gud] har dömt"), Gidonis son, var, enligt Bibeln, en domare och ledare för Benjamins stam under uttåget ur Egypten.